# 华北克拉通西部地块

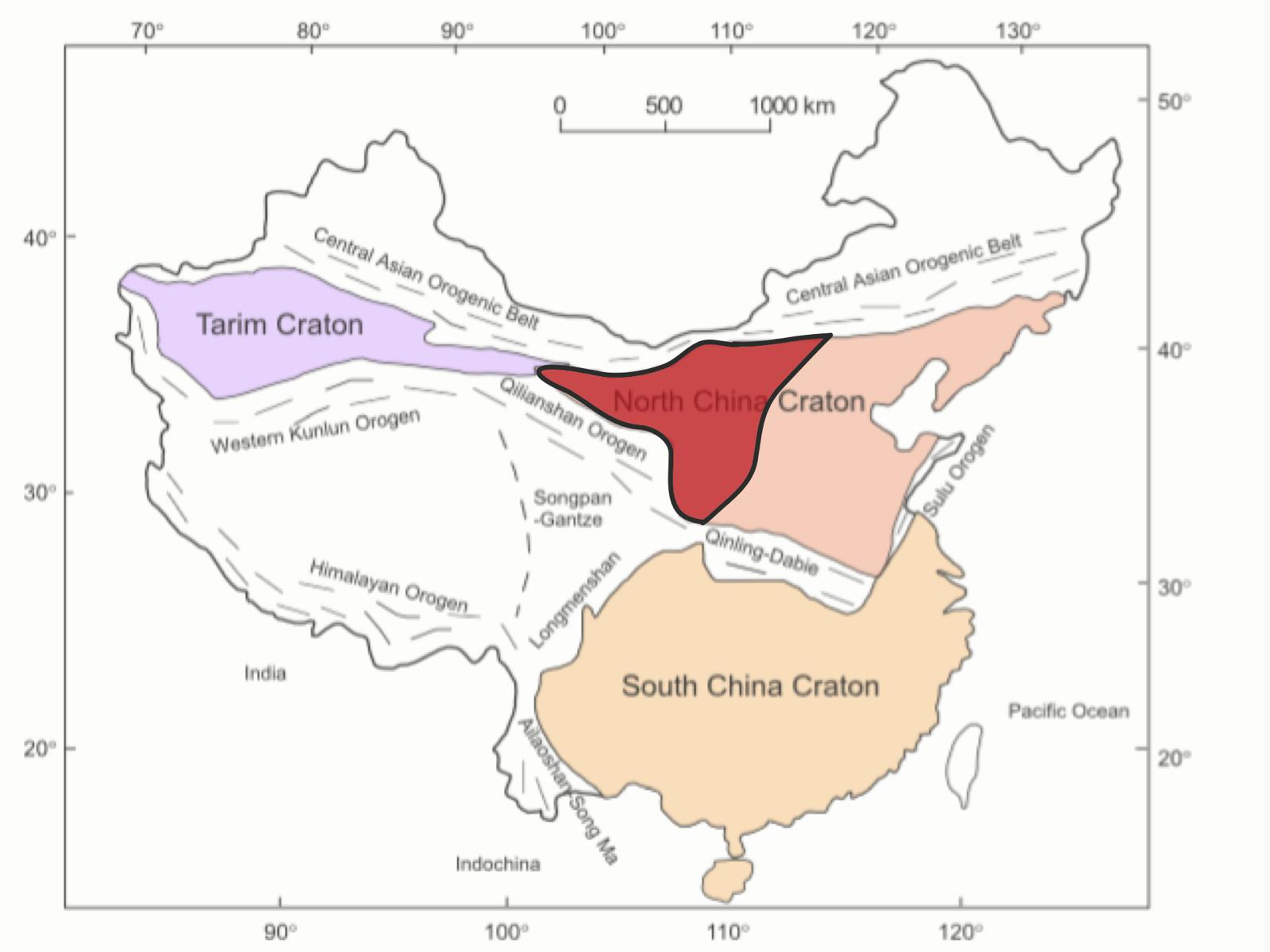
图1. 中国境内构造组分简图。华北克拉通西部地块的位置标红。改自赵国春，2001。

华北克拉通西部地块是一个古微板块，主要由新太古代和古元古代基岩构成，部分地区被寒武纪至新生代的喷出岩和沉积岩覆盖。它是华北克拉通两个子陆块之一。西部地块的便捷在不同模型中略有不同，但其形状和面积是相似的。广泛的共识是，西部陆块覆盖了中国中东部大部分地区。
西部地块存在火成岩、沉积岩和变质岩。最古老的地质记录是内蒙古西乌兰布朗发现的27亿年前形成的深成火成岩。最年轻的岩石是见于河北三义堂的造山带喷出火成岩，形成于2300万年前。沉积岩主要分布在西部区块南部的鄂尔多斯盆地。变质岩的出露大多在地块北部。
西部地块的构造环境和演变存在争议。有各种模型假设该区块的分区和构造史，它们通常相互矛盾。然而，大多数模型都同意存在一个古元古代造山带，东西方向横穿西部地块，尽管有不同的名称。
由于西部地块的地质事件始于前寒武纪，当时超过80%的现有大陆地壳体积已经形成了，所以可以通过西部地块的地质记录，研究复杂的地质演变和早期构造史。

## 岩石

### 前寒武纪基岩（46–5.39亿年前）

#### 太古宙岩石（40–25亿年前）
西部地块最早的地质记录形成于新太古代，当时发生了大量地壳增生和再造。新太古代岩石主要由绿岩、高级变质岩和花岗岩类构成。矿物检查显示了典型的逆时针温度-压力-时间路径，表明新太古代的地壳生长存在侵入和底侵。

##### 固阳花岗绿岩地体

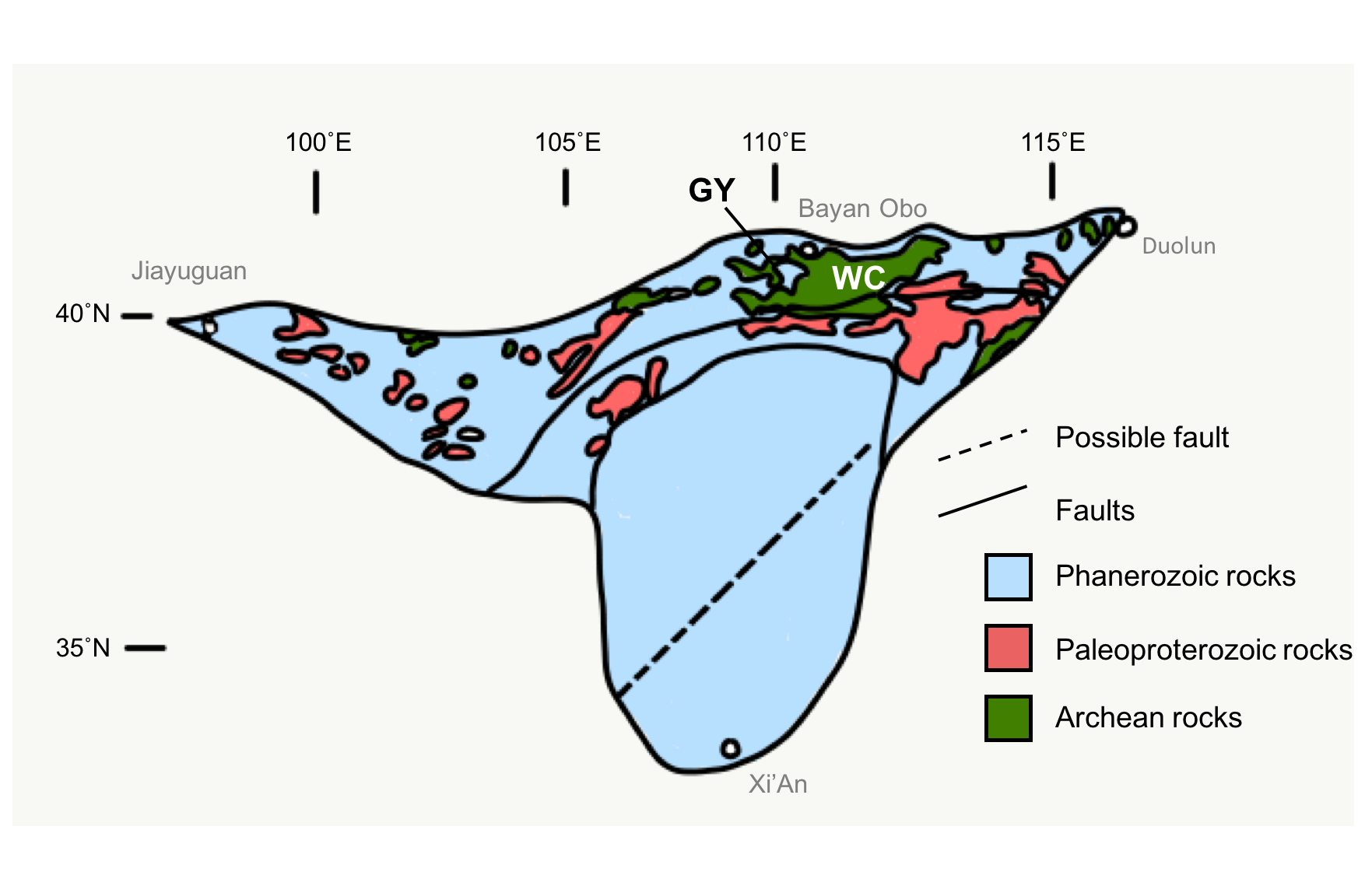
图2. 华北克拉通西部陆块的简化地质图，改自王伟等，2012 & 2016。该图显示了不同时代岩石的分布。西部地块北部暴露出太古宙和古元古代岩石，其余地区则被显生宙岩石覆盖。GY-固阳花岗绿岩地体；WC-武川高级复合体。

固阳花岗绿岩地体位于西部地块北部，从色尔腾山向东分布到东洪生。这个地体以变质岩和花岗岩为主体。有人认为该岩系可能代表了上层地壳的古老变质作用。
绿岩是前寒武纪变质的超基性岩到镁铁质岩石和沉积岩序列。它们在固阳花岗绿岩地体的色尔腾山有完全的出露。该岩层的绿岩序列可以划为3个子单元。低层以变质的镁铁质和超基性喷出岩为主，夹有带状条状铁层。中层由一系列变质火成岩组成，成分从长英质到镁铁质不等。顶层主要是变质沉积岩，如石英岩和大理石。据锆石测年数据，绿岩序列底层形成于约25.4亿年前，中层和顶层的年代晚于25.1亿年前。
花岗岩类是主要由石英、长石和云母组成的侵入型火成岩。固阳花岗绿岩带的花岗岩类主要是TTG岩石和赞岐岩类。TTG岩石的形成有两个阶段，第一阶段大约在25.3亿年前，第二阶段在25.2-24.8亿年前。赞岐岩类形成于TTG岩石形成的两个阶段之间，大约在25.3-25.2亿年前。

##### 武川高级复合体
武川高级复合体西起朱拉沟，东至西乌兰布朗。复合体中包括花岗岩类、麻粒岩和紫苏花岗岩。花岗岩类主要是中（550-650°C）到高级（650-900°C）变质的闪长岩，麻粒岩是高级变质的TTG岩石。与固阳花岗绿岩地体相似，武川复合体的岩石的年代也在距今25.5-25亿年前左右。高级复合体可能是25.5-25亿年前变质的下层地壳。

#### 古元古代岩石（25–5.39亿年前）
许多研究者提出，华北克拉通西部陆块是在古元古代（25-16亿年前）集合起来的，形成了一个由孔兹岩组成的贯穿西部陆块的线性结构。孔兹岩带自贺兰山向东延伸至集宁复合体。 Pelitic 麻粒岩、石英岩、长英质副片麻岩和大理石都属于所谓“孔兹岩系”，沿此带均有分布。孔兹岩系是在稳定的大陆坡环境下产生的沉积岩经过变质作用形成的。通过锆石测年，可知沉积岩原岩是在23-20亿年前沉积的，在19.5-18.7亿年前发生变质作用。孔兹岩中的矿物表现出等温减压的压力-温度路径，说明沉积原岩可能是在碰撞环境中变质的。

### 显生宙地层（5.39亿年前至今）
前寒武纪之后，西部地块变得更加稳定。沉积岩沉寂下来，覆盖了前寒武纪基岩的一部分。显生宙也发生了岩浆作用。
寒武纪至奥陶纪早期，西部地块形成了大量碳酸盐岩。晚奥陶世到早石炭世几乎没有沉积物。晚石炭世和早二叠世期间，碳酸盐和一些含煤岩石又开始沉积。晚二叠世时，形成了砾岩及红色含铁砂岩、粉砂岩和泥岩（红层）。在三叠纪和侏罗纪，地层以砂岩和泥岩为主。砂岩沉积和岩浆作用发生于早白垩世，形成喷出火成岩，如流纹岩、安山岩、玄武岩和英安岩。晚白垩世至新生代的沉积物和新生代玄武岩覆盖在之前的地层上。

| 地质阶段 | 岩石形成时间 | 岩石 | 位置                             |
| -------- | ------------ | --- | -------------------------------- |
| 新太古代 | 2.7 Ga       | TTG | 西乌兰布朗                       |
| 新太古代 | 2.55–2.50 Ga | 绿片岩、角闪岩、条状铁带、普通角闪石-斜长石片麻岩、副片麻岩、云母片岩、石英岩、大理石、TTG岩石、石英闪长岩、埃达克岩、赞岐岩类、麻粒岩和紫苏花岗岩 | 固阳花岗绿岩地体和武川高级复合体 |
| 古元古代 | 1.95–1.87 Ga | 泥质麻粒岩、石英岩、长英质副片麻岩和大理石 | 孔兹岩带                         |
| 寒武纪   | 539–488 Ma   | 碳酸盐岩 | 主要在鄂尔多斯盆地               |
| 奥陶纪   | 488–460 Ma   | 碳酸盐岩 | 主要在鄂尔多斯盆地               |
| 奥陶纪   | 460–443 Ma   | 几乎没有 | /                                |
| 志留纪   | 443–416 Ma   | 几乎没有 | /                                |
| 泥盆纪   | 416–359 Ma   | 几乎没有 | /                                |
| 石炭纪   | 359–318 Ma   | 几乎没有 | /                                |
| 石炭纪   | 318–299 Ma   | 碳酸盐岩和含煤岩层 | 主要位于鄂尔多斯盆地             |
| 二叠纪   | 299–270 Ma   | 碳酸盐岩和含煤岩层 | 主要位于鄂尔多斯盆地             |
| 二叠纪   | 270–251 Ma   | 红床和砾岩 | 主要位于鄂尔多斯盆地             |
| 三叠纪   | 251–228 Ma   | 含沙泥岩、中-高品位砂岩与灰泥岩层 | 主要位于鄂尔多斯盆地             |
| 三叠纪   | 228–199 Ma   | 高品位砂岩和泥岩，夹煤炭层 | 主要位于鄂尔多斯盆地             |
| 侏罗纪   | 199–145 Ma   | 中-高品位砂岩、粉砂岩、砾岩、泥板岩和煤炭 | 主要位于鄂尔多斯盆地             |
| 白垩纪   | 145–65 Ma    | 玄武岩、安山岩、英安岩、流纹岩和化石化沉积岩 | 主要位于鄂尔多斯盆地             |
| 新生代   | 65至今       | 沉积物与玄武岩 | 主要位于鄂尔多斯盆地             |

## 构造划分
西部地块的构造划分仍有激烈争议。有几个模型说明了西部地块的构造划分，它们给西部地块的组成部分和结构赋予了不同名称。这些模型中的西部地块的面积和形状相似，但它们间可能并不完全一致。

赵国春等人提出，华北克拉通西部地块可以细分为两个子地块：阴山地块和鄂尔多斯地块。它们间是一个古元古代陆陆碰撞带，是孔兹岩带。孔兹岩带沿东东北-西西南方向横切整个地块。

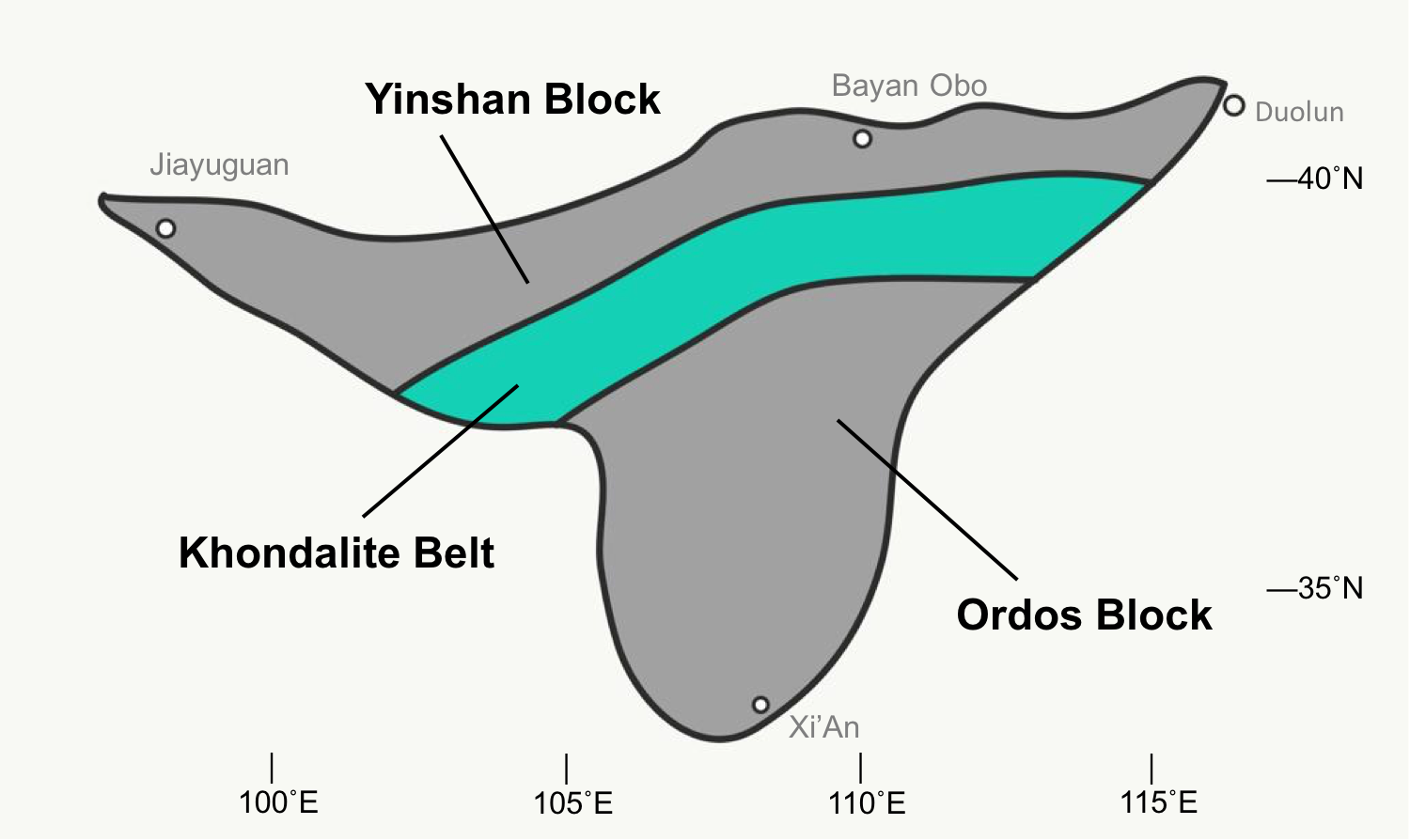
图3a. 赵国春模型下，华北克拉通西部地块的构造划分。

Kusky等人则将西部地块分为3个部分：内蒙古-河北北部造山带、恒山高原和一个微陆块。恒山高原南界是一个正断层，方向为东东北-西西南。东北-西南走向的大同-吴起断层横贯西部地块。

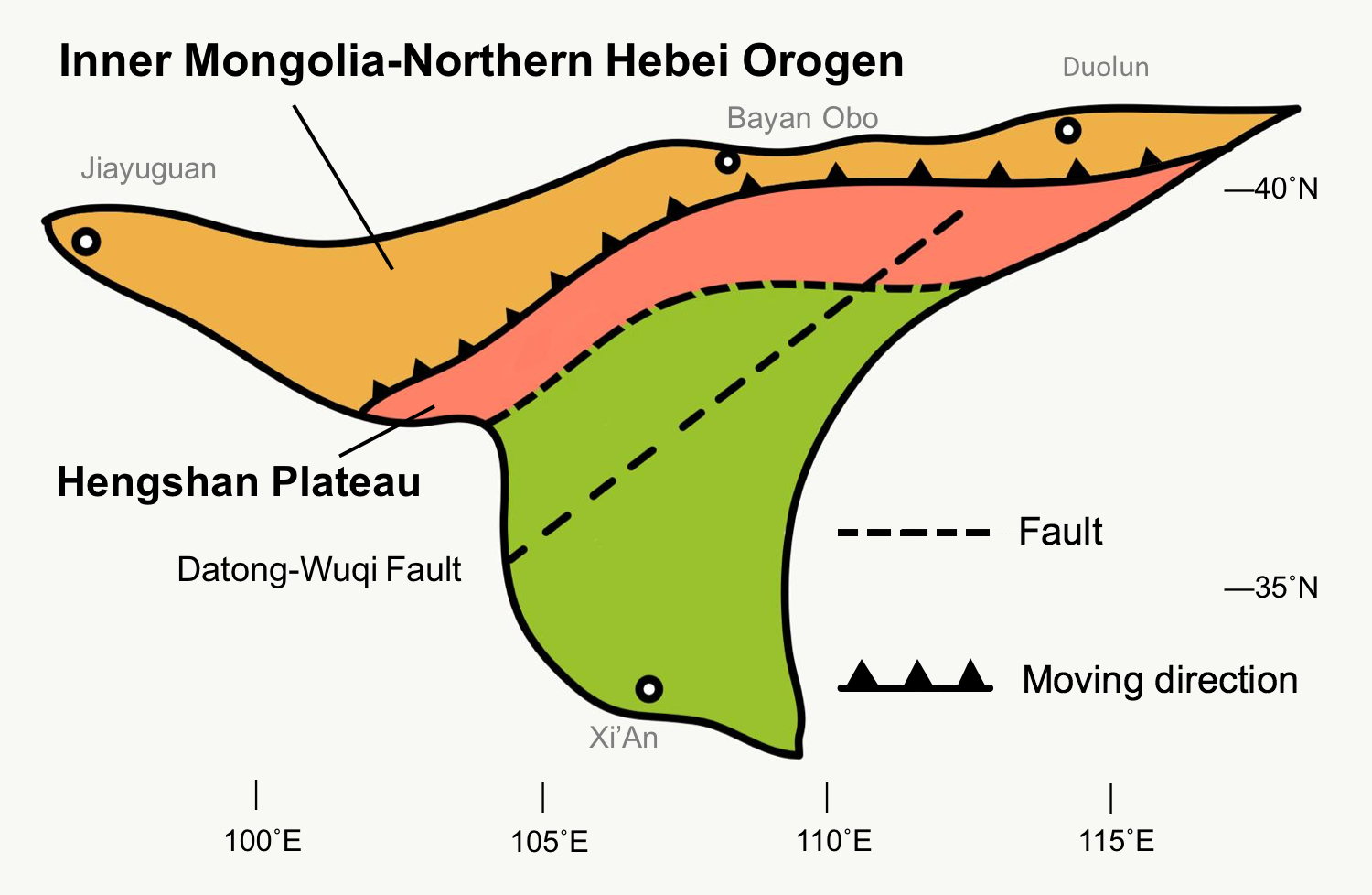
图 3b. Kusky模型下，华北克拉通西部地块的构造划分。三角形表示恒山高原向北移动，向内蒙古-河北北部造山带移动。虚线表示断层。

Santosh的想法与赵国春等相似，他将西部地块分成阴山地块和鄂尔多斯地块，但中间的碰撞带则称作“内蒙古缝合带”。不连续的孔兹岩带暴露在内蒙古缝合带的南部。 

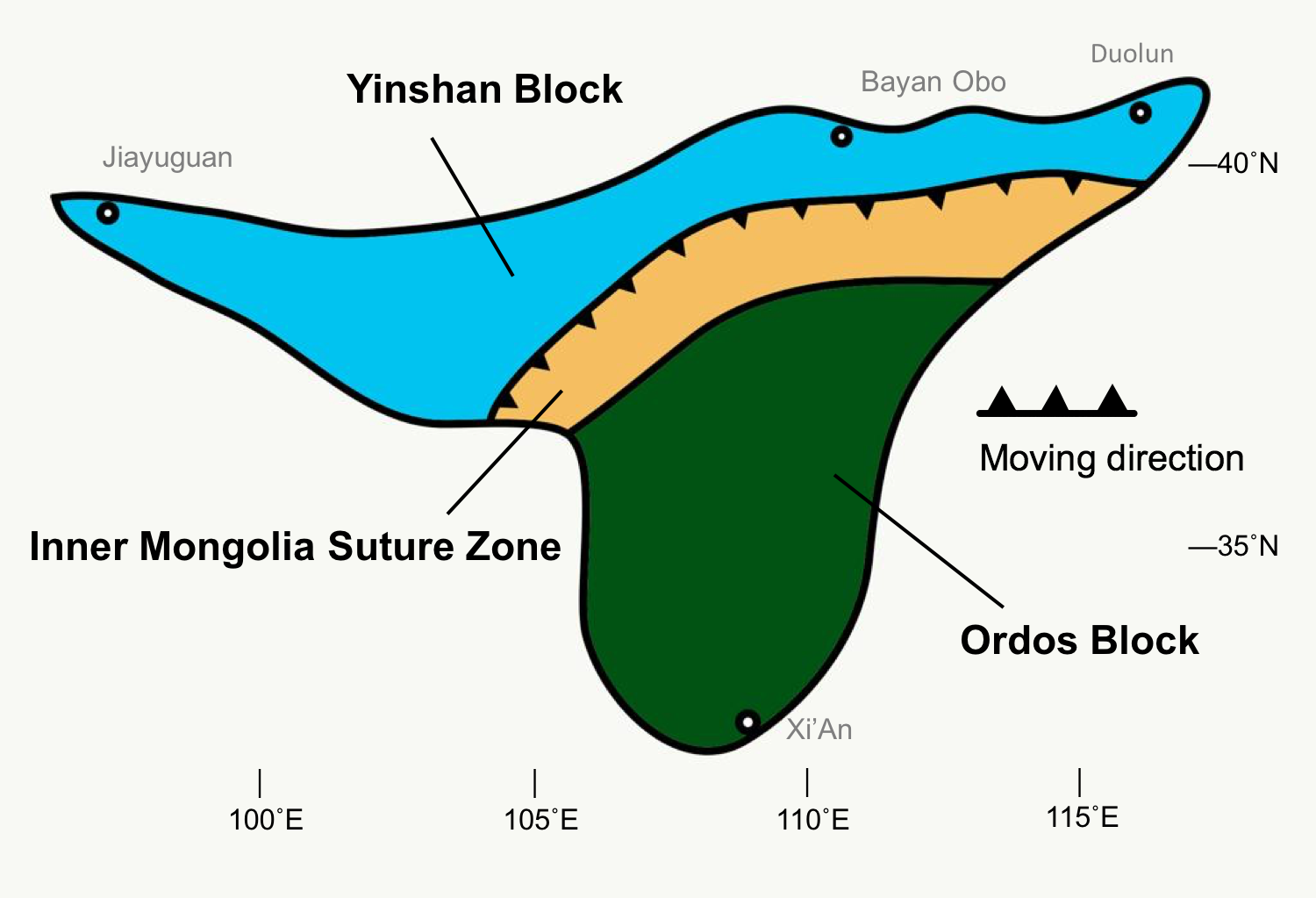
图3c. Santosh模型下，华北克拉通西部地块的构造划分。三角形表示阴山地块向南移动。

## 构造演化

### 前寒武纪历史
不同地质学家提出了各种西部地块的演化模式。下面讨论三种最流行的解释前寒武纪基岩构造演化的模型。

#### 赵国春模型
赵国春模型可以分为两个主要阶段：新太古代地壳增生和古元古代两个地块的融合。赵国春等人提出，27亿年前，年轻的阴山地块发生过一次大型地壳增生，形成厚厚的镁铁质地壳，尽管还不能确定这一岩浆事件是发生在大陆还是海洋环境中。25.5-25亿年前，年轻的阴山地块被部分熔化，产生大量TTG岩石，覆盖了整个阴山地块。约24.5亿年前，鄂尔多斯地块潜没到阴山地块下。俯冲板块的部分熔化形成了花岗岩和喷出岩，如埃达克岩和赞岐岩类。20-19.5亿年前，鄂尔多斯地块北部的沉积岩沉积在稳定的大陆被动边缘。西部地块的最终形成发生于约19.5亿年前。阴山地块南部和鄂尔多斯地块北部相撞时，古海洋关闭。陆陆碰撞的高温高压环境产生了两个地块间的孔兹岩带，使得西部地块其他部分发生变质作用。

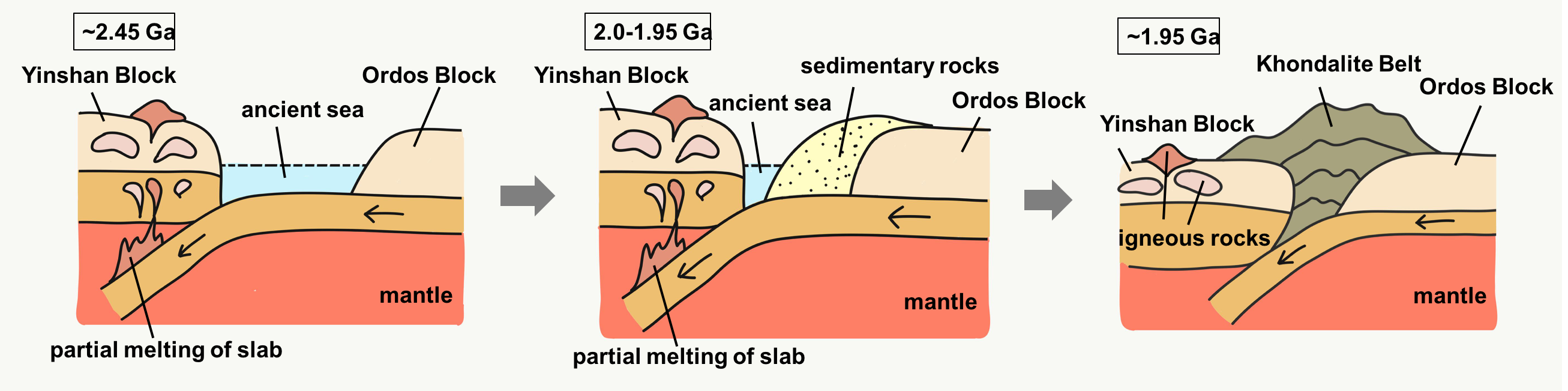
图4. 赵国春等人提出的24.5-19.5亿年前的构造演化图。 (1) 24.5亿年前，鄂尔多斯地块的洋壳潜没到阴山地块下，形成喷出岩。 (2) 沉积岩在20-19.5亿年前沉积在鄂尔多斯地块。 (3) 两个地块在19.5亿年前相遇，之间形成孔兹岩带。

#### Kusky模型
Kusky模型中，古陆块在35-27亿年前形成了年轻的西部陆块。23亿年前，五台弧和一个外来弧分别潜没到西部地块的东西两侧。23-20亿年前，西部地块与这两个弧相撞，东南部形成了恒山花岗岩带，西北部则形成内蒙古-河北北部造山带和孔兹岩带。最终，哥伦比亚超大陆在18亿年前的华北克拉通北缘与之发生碰撞。

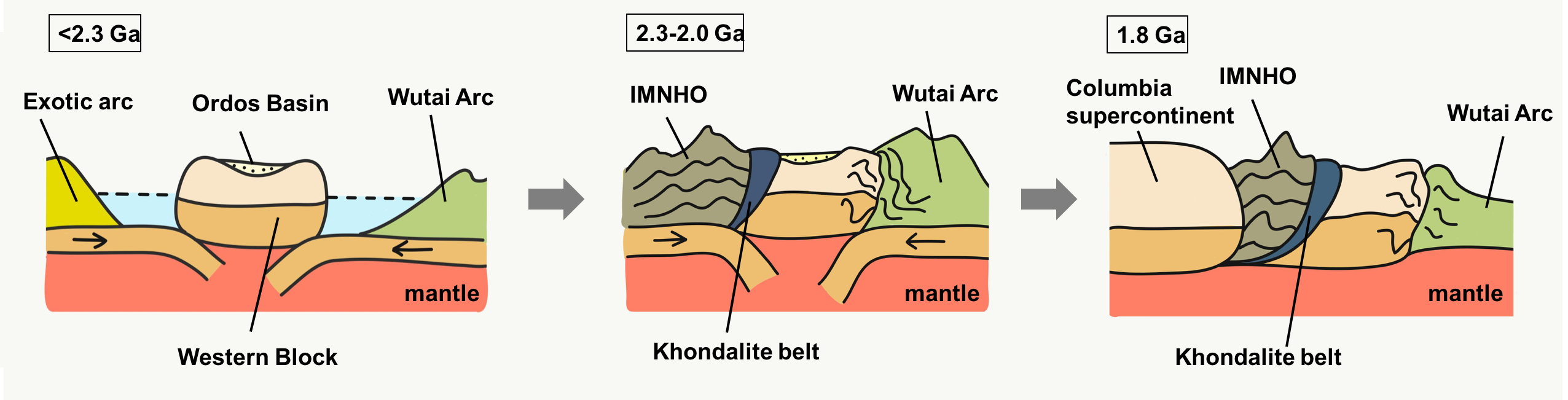
图5. Kusky等人提出的西部陆块构造演化图。 (1) 23亿年前之前，东部的五台弧和西部的外来弧潜没到年轻的西部陆块下。 (2) 外来弧与西部地块相撞，形成内蒙古-河北北部造山带。 (3) 哥伦比亚超大陆与西部地块相撞。IMNHO-内蒙古-河北北部造山带。

#### Santosh模型
不同于赵国春模型和Kusky模型，Santosh提出的西部地块构造演化主要集中在西部地块的融合，对碰撞事件发生前的早期构造发展讨论较少。Santosh认为，鄂尔多斯地块是一个由TTG岩石和紫苏花岗岩组成的大陆弧。在锆石定年和断层扫描数据的支持下，Santosh提出阴山地块和鄂尔多斯地块在大约19.2亿年前发生碰撞，阴山地块潜没到鄂尔多斯地块下。两个子地块碰撞后形成了增生楔。玄武岩质洋壳有一部分被纳入增生楔。Santosh将增生楔区域命名为内蒙古缝合带。孔兹岩带也形成于缝合带中。

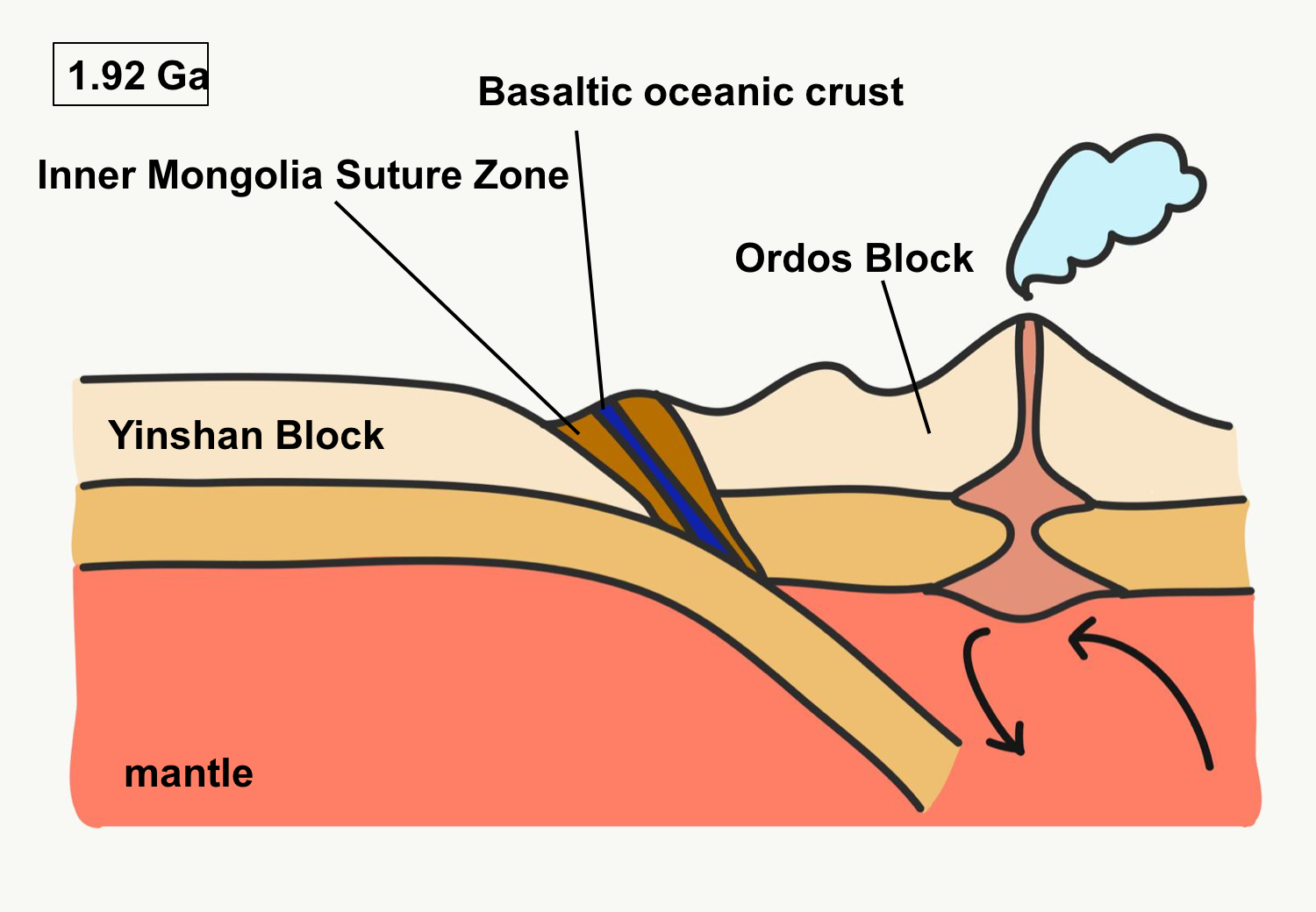
图6. Santosh提出的西部陆块构造演化图。阴山地块于19.2亿年前潜没到鄂尔多斯地块下，形成内蒙古缝合带，两者间有些玄武岩质洋壳。

### 显生宙历史
西部地块在前寒武纪融合后变得稳定。沉积和火山活动开始覆盖前寒武纪基底。除晚奥陶世至早石炭世的记录空白外，从寒武纪到侏罗纪，各种类型的沉积岩形成了厚厚的地层。
在早白垩世，由于克拉通破坏，西部地块的东部出现了广泛的岩浆活动。当时，华北克拉通的很大一部分被削除，变得不稳定。克拉通破坏主要受太平洋板块潜没至亚洲板块下引发，随后发生地壳增厚，于是地壳下部无法承受重力，崩解进地幔。这些过程导致了华北克拉通地区的地壳变薄、变形和岩浆活动。虽然大部分岩浆活动发生在东部地块，但也波及到西部地块的东部，产生了玄武岩、安山岩、英安岩和流纹岩。在新生代，由于地壳薄，也发生了火山活动并产生玄武岩。